# Ekonomisk lag
Så kallad ekonomisk lagstiftning innebar enligt 1809 års regeringsform § 89 att föreskrifter "som rikets allmänna hushållning och styrelse röra" kunde utfärdas av kungamakten själv. Motsvarande föreskrifter utfärdas idag av regeringen med stöd av riksdagens bemyndigande i lag (jämför artikeln om förordning). Detta enligt den nu gällande regeringsformens 8:e kapitel 7-13 §§ (se 1974 års regeringsform).
Det kunde exempelvis vara bestämmelser om ordningen på allmän plats, om allmän hälsa, näringsverksamhet, tullar m.m.
Dessa föreskrifter utfärdades som kunglig förordning (förkortat K.F.), kunglig stadga (till exempel allmänna hälsovårdsstadgan), kunglig kungörelse (K.K.), kungligt brev (K.Br.), kunglig resolution, kungligt reglemente, plakat) etc.
Enligt samma paragraf som nämnts (§ 89 1809 års RF) kunde kungen överlämna åt riksdagen att besluta i ämnet, vilket alltmer skedde under 1900-talet sedan 1800-talet.
Bestämmelserna kunde dock inte strida mot "allmän civil- och kriminallag" som beslutades av konung och riksdag gemensamt enligt § 87 i den gamla regeringsformen från 1809. Inte heller kunde de strida mot bestämmelserna §§ 73-78 att "inga nya pålagor...[eller] mansutskrifvningar...[eller] lån" fick göras utan riksdagens (rikets ständers) tillstånd. Vidare kunde de inte strida mot riksdagens beslut enligt §§ 57-71 om beskattning, statslån och statsreglering (reglering av statsbudgeten, hur statens medel skulle användas). Denna rätt att beskatta och statsreglera hade riksdagen ensam enligt dessa paragrafer. 
Kommun ansågs ha samma rättigheter som konungen att utfärda bestämmelser av denna natur såvida det gällde kommuns "inre angelägenheter". 
1862 års kommunalförordningar hänfördes först till ekonomisk lag, men genom en grundlagsändring ansågs föreskrifter om kommuner vara lag som skulle beslutas av konung och riksdag samfällt. Ändringen gjordes på 1860-talet genom att ett nytt stycke lades till i § 57 i den gamla regeringsformen från år 1809.
Allmänna ordningsstadgan från 1956 (SFS 1956:617), som utfärdades enligt bestämmelsen om ekonomisk lagstiftning i 1809 års regeringsform, gällde ända fram till 1994 då en ny ordningslag (SFS 1993:1617) istället trädde i kraft.